# Georges Didi-Huberman
Georges Didi-Huberman (Saint-Étienne, França, 13 de junho de 1953) é um filósofo, historiador da arte, crítico de arte e professor da École de Hautes Études en Sciences Sociales, em Paris. Escreveu extensamente sobre temas como imagem e memória. Ele é conhecido por seus estudos críticos sobre o Quattrocento e a arte contemporânea, bem como pela abordagem interdisciplinar de seus trabalhos.
Entre as obras mais conhecidas de Didi-Huberman estão "Diante do Tempo" (2000), "A Imagem Sobrevivente" (2002), "Imagens apesar de tudo" (2004), entre outros.
Didi-Huberman é considerado um dos mais importantes estudiosos contemporâneos da imagem e sua obra tem influenciado muitos artistas, curadores e teóricos da arte em todo o mundo. Seu trabalho é valorizado por sua originalidade e por sua capacidade de oferecer novas perspectivas sobre a arte e a cultura visual em geral.

## Biografia intelectual
Georges Didi-Huberman é filho de um pintor, e desde jovem se habituou com o ambiente de ateliê. Ele estudou história da arte e filosofia na Université de Lyon e recebeu seu doutorado na École de Hautes Études en Sciences Sociales (EHESS), em Paris, em 1981, sob a orientação de Louis Marin.
Entre suas obras notáveis, "Diante do Tempo" defende a tese de que a história das imagens é composta por "objetos temporalmente impuros", que não se encaixam nas categorias tradicionais de fetiches intemporais ou meras crônicas figurativas. Didi-Huberman desafia a abordagem linear da história da arte, introduzindo a ideia de ritmos heterogêneos e anacronismos muitas vezes negligenciados nas análises convencionais da imagem. Essa obra representa um afastamento radical das concepções neoclássicas e positivistas da história da arte, oferecendo uma abordagem mais complexa e sintomática das imagens.
"A Imagem Sobrevivente" analisa a contribuição de Aby Warburg ao campo da história da arte, destacando a resistência do autor às pretensões interpretativas totalizantes das abordagens historicistas da disciplina. De acordo com Didi-Huberman, Warburg propôs um modelo cultural da história que leva em conta os aspectos inconscientes do tempo, em contraposição ao tradicional esquema temporal de sucessões de estilos em progresso e declínio.
"Imagens apesar de tudo" representa uma mudança na produção do autor, que passa de um "historiador das imagens" a um "historiador através das imagens", como defende José D'Assunção Barros. A obra examina quatro fotos de um Sonderkommando do processo de incineração dos judeus gaseados em Auschwitz-Birkenau. Didi-Huberman questiona as condições sob as quais uma fonte visual pode ser incorporada à produção historiográfica e explora a importância de seu uso em situações em que há uma sensível lacuna documental. Este trabalho levanta questões cruciais, relevantes tanto para a história das imagens quanto para a história em um sentido mais amplo, e desencadeou debates significativos sobre a ética e o uso de imagens proibitivas, como as de Auschwitz, na pesquisa acadêmica e na compreensão da história.

## Obras
Livros
- Invention de l’hystérie. Charcot et l’Iconographie photographique de la Salpêtrière, Paris, Macula, 1982.
- Mémorandum de la peste. Le fléau d’imaginer, Paris, Christian Bourgois, 1983.
- La Peinture incarnée seguido de Chef-d'œuvre inconnu de Balzac, Paris, Minuit, 1985.
- Les Démoniaques dans l’art, de J.-M. Charcot et P. Richer, édition et présentation, avec Pierre Fédida, Paris, Macula, 1984.
- Fra Angelico. Dissemblance et figuration, Paris, Flammarion, 1990.
- Devant l’image. Questions posées aux fins d'une histoire de l'art, Paris, Minuit, 1990.
- Fra Angelico. Dissemblance et figuration, Paris, Flammarion, 1990, 1995.
- Ce que nous voyons, ce qui nous regarde, Paris, Minuit, 1992.
- Le Cube et le visage. Autour d’une sculpture d’Alberto Giacometti, Paris, Macula, 1992.
- À visage découvert, direction et présentation, Paris, Flammarion, 1992.
- Saint Georges et le dragon. Versions d’une légende, avec R. Garbetta et M. Morgaine, Paris, Adam Biro, 1994.
- L'Empreinte du ciel, apresentação de Caprices de la foudre, Paris, Antigone, 1994.
- La Ressemblance informe, ou Le gai savoir visuel selon Georges Bataille, Paris, Macula, 1995.
- Phasmes. Essais sur l'apparition, Paris, Minuit, 1998.
- L’Étoilement, Paris, Minuit, 1998. (Sobre Simon Hantaï.)
- La Demeure, la souche, Paris, Minuit, 1999. (Sobre Pascal Convert.)
- Ouvrir Vénus. Nudité, rêve, cruauté. L’Image ouvrante I, Paris, Gallimard, 1999.
- Devant le temps, Paris, Minuit, 2000.
- Être crâne, Paris, Minuit, 2000. (Sobre Giuseppe Penone.)
- Saint-Georges et le dragon. De la légende au mythe, avec Jacques Lacarrière et Laurent Busine, Paris, La Lettre volée, 2000.
- L’Homme qui marchait dans la couleur, Paris, Minuit, 2001. (Sobre James Turrell.)
- Génie du non-lieu, Paris, Minuit, 2001. (Sobre Claudio Parmiggiani.)
- L’Image survivante. Histoire de l'art et temps des fantomes selon Aby Warburg, Paris, Minuit, 2002. (Sobre Aby Warburg.)
- Ninfa moderna. Essai sur le drapé tombé, Paris, Gallimard, 2002.
- Images malgré tout, Paris, Minuit, 2004.
- Mouvements de l’air. Étienne-Jules Marey, photographe des fluides, avec Laurent Mannoni, Paris, Gallimard / Réunion des musées nationaux, 2004.
- Gestes d’air et de pierre, Paris, Minuit, 2005.
- Ex-voto. Image,organe, temps, Paris, Bayard, 2006.
- Le Danseur des solitudes, Paris, Minuit, 2006. (Sobre Israel Galván.)
- L'Image ouverte. Motifs de l'incarnation dans les arts visuels, Paris, Gallimard, 2007.
- La Ressemblance par contact, Paris, Minuit, 2008.
- Quand les images prennent position (L'Œil de l'histoire, 1), Paris, Minuit, 2009.
- Survivance des lucioles, Paris, Minuit, 2009.
- Remontages du temps subi (L'Œil de l'histoire, 2), Paris, Minuit, 2010.
- Atlas ou le gai savoir inquiet (L'Œil de l'Histoire, 3), Paris, Minuit, 2011.
- Écorces, Paris, Minuit, 2011.
- Peuples exposés, peuples figurants (L'Œil de l'Histoire, 4), Paris, Minuit, 2012.
- Sur le fil, Paris, Minuit, 2013. (ISBN 9782707322821)
- Blancs soucis, Paris, Minuit, 2013. (ISBN 9782707322838)
- L'Album de l'art à l'époque du "Musée imaginaire", Paris, Hazan/Louvre éditions, 2013.
- Quelle émotion ! Quelle émotion ?, Paris, Bayard, "Les petites conférences", 2013.
- Phalènes. Essais sur l'apparition, 2, Paris, Minuit, 2013.
- Sentir le Grisou, Paris, Minuit, 2014.
- Essayer voir, Paris, Minuit, 2014.
- Passés cités par JLG (L'Œil de l'Histoire, 5), Paris, Minuit, 2015.
- Ninfa fluida. Essai sur le drapé-désir, Paris, Gallimard, 2015.
- Sortir du noir, Paris, Minuit, 2015.
- Peuples en larmes, peuples en armes. L'Œil de l'histoire, 6, Paris, Minuit, 2016.
- Ninfa profunda. Essai sur le drapé-tourmente, Paris, Gallimard, 2017.
- Passer quoi qu'il en coûte, avec Nikki Giannari, Paris, Minuit, 2017.
- Aperçues, Paris, Minuit, 2018.
- Ninfa dolorosa. Essai sur la mémoire d'un geste, Paris, Gallimard, 2019.
- Désirer désobéir. Ce qui nous soulève, 1, Paris, Minuit, 2019.
- Pour commencer encore, dialogue avec Philippe Roux, Paris, Argol, 2019.
- Eparses. Voyage dans les papiers du ghetto de Varsovie, Paris, Minuit, 2020.
- Imaginer recommencer. Ce qui nous soulève, 2, Paris, Minuit, 2021.
- Le Témoin jusqu'au bout. Une lecture de Victor Klemperer, Paris, Minuit, 2022.

Livros em português
- Georges Didi-Huberman (1998), O que vemos, O que nos olha, trad. P. Neves, São Paulo, Editora 34, 1998.
- Georges Didi-Huberman (2009), Ser crânio. Lugar, contato, pensamento, escultura, trad. V. C. Nova e A. Tugny, Belo Horizonte, Editora C/Arte, 2009. ISBN 9788576540892
- Georges Didi-Huberman (2011), Sobrevivência dos Vaga-lumes, trad. V. C. Nova e M. Arbex, Belo Horizonte, Editora UFMG, 2011.
- Georges Didi-Huberman (2012), A Pintura Encarnada: Seguido de A Obra-prima Desconhecida, de Honoré de Balzac, trad. O. F. Filho e L. A. Costa, São Paulo, Editora Escuta, 2012.
- Georges Didi-Huberman (2013), Diante da Imagem, trad. P. Neves, São Paulo, Editora 34, 2013.
- Georges Didi-Huberman (2013), A imagem sobrevivente: história da arte e tempo dos fantasmas segundo Aby Warburg, trad. V. Ribeiro, Rio de Janeiro, Editora Contraponto, 2013.
- Georges Didi-Huberman (2015), Invenção da histeria: Charcot e a iconografia fotográfica da Salpêtrière, trad. V. Ribeiro, Rio de Janeiro, Editora Contraponto, 2015.
- Georges Didi-Huberman (2015), Semelhança informe: ou o gaio saber visual segundo Georges Bataille, trad. C. Meira e F. Scheibe, Rio de Janeiro, Editora Contraponto, 2015.
- Georges Didi-Huberman (2015), Falenas. Ensaios sobre a aparição, trad. A. Preto, V. Brito, et. al., Lisboa, KKYM, 2015.
- Georges Didi-Huberman (2016), Ninfa Moderna, trad. A. Preto, Lisboa, Editora KKYM, 2016.
- Georges Didi-Huberman (2016), Que emoção! Que emoção?, trad. C. Ciscato, São Paulo, Editora 34, 2016.
- Georges Didi-Huberman (2017), Quando as Imagens Tomam Posição: o Olho da História, I, trad. C. P. B. Mourão, Belo Horizonte, Editora UFMG, 2017.
- Georges Didi-Huberman (2017), Cascas, trad. A. Telles, São Paulo, Editora 34, 2017.
- Georges Didi-Huberman (2018), Remontagens do Tempo Sofrido: o Olho da História, II, trad. V. C. Nova e M. Arbex, Belo Horizonte, Editora UFMG, 2018.
- Georges Didi-Huberman (2018), Atlas ou o Gaio Saber Inquieto: o Olho da História, III, trad. V. C. Nova e M. Arbex, Belo Horizonte, Editora UFMG, 2018.
- Georges Didi-Huberman (2018), Imagens-Ocasiões, trad. G. Ivo, São Paulo, Fotô Editorial, 2018.
- Georges Didi-Huberman (2019), Sobre o Fio, trad. F. Scheibe, Florianópolis, Cultura e Barbárie, 2019.
- Georges Didi-Huberman (2019), Diante do tempo, trad. V. C. Nova e M. Arbex, Belo Horizonte, Editora UFMG, 2019.
- Georges Didi-Huberman (2020), Imagens apesar de tudo, trad. V. Brito e J. P. Cachopo, São Paulo, Editora 34, 2020.
- Georges Didi-Huberman (2021), Povo em lágrimas, povo em armas, trad. H. Lencastre, São Paulo, N-1 Edições, 2021.

Ensaios em português
- Georges Didi-Huberman (2011), Ao passo ligeiro da serva (Saber das imagens, saber excêntrico), trad. R. C. Botelho e R. P. Cabral, Lisboa, KKYM, 2011.
- Georges Didi-Huberman (2014), Grisalha. Poeira e poder do tempo, trad. R. P. Cabral, Lisboa, KKYM, 2014.
- Georges Didi-Huberman (2014), Luz contra luz, trad. V. Brito, Lisboa, KKYM, 2015.
- Georges Didi-Huberman (2014), Pensar debruçado, trad. V. Brito, Lisboa, KKYM, 2015.
- Georges Didi-Huberman (2018), O que nos levanta, trad. J. L. Rosa, Lisboa, KKYM, 2018.
- Georges Didi-Huberman (2018), Ninfas fugidias, trad. R. P. Cabral, Lisboa, KKYM, 2018.
- Georges Didi-Huberman (2019), Livres olhos da história, trad. L. Lima, Lisboa, KKYM, 2019.
- Georges Didi-Huberman (2019), Emocionar a Bastilha, dispersá-la, trad. L. Lima, Lisboa, KKYM, 2019.
- Georges Didi-Huberman (2021), Como Herdar uma Coragem?, trad. Jorge Leandro Rosa, Lisboa, KKYM+P.OR.K, 2021.

## Exposições
- Levantes (2017-2018), curadoria de Georges Didi-Huberman. SESC São Paulo.[4]
- Uprisings (2016-2017), curadoria de Georges Didi-Huberman. Jeu de Paume.[5]
- ATLAS. How to carry the world on one’s back? (2010), curadoria de Georges Didi-Huberman. Museo Nacional Centro de Arte Reina Sofía.[6]
- Fables du lieu (2001), curadoria de Georges Didi-Huberman. Le Fresnoy Studio National des Arts Contemporains.[7]
- L'Empreinte (1997), curadoria de Georges Didi-Huberman com Didier Semin. Centro Georges Pompidou.[8]

## Premiações e Homenagens
- 2020 — Georges recebeu da cidade de Hamburgo o Prêmio Aby Warburg, que visa reconhecer e premiar personalidades das ciências ou cultura.[9]
- 2018 — Ganhou o Prêmio La Bruyère, por seu trabalho 'Ninfa profunda. Essay on the drape-torment', da Academia Francesa.[10]
- 2017 — Didi-Huberman foi eleito Corresponding Fellow of the British Academy (FBA), a academia nacional do Reino Unido para as ciências humanas e sociais.[11]
- 2015 — Didi-Huberman foi o recebedor do Prêmio Theodor W. Adorno, da cidade de Frankfurt.[12]
- 2014 — Recebeu o Prêmio de Pesquisa Internacional da Fundação Max Weber.[13]
- 2009 — Georges foi premiado com Distinguished Lifetime Achievement Award for Writing on Art, da College Art Association of America.[14]
- 2008 — Por conta de sua obra 'Quand les images prennent position', Didi-Huberman recebeu o II Premio Internacional de Ensayo Círculo de Bellas Artes.[15]
- 2006 — Ganhou o Prêmio Gay-Lussac Humboldt, que premia pesquisadores que contribuíram com as sociedades francesa e alemã.[16]